# Source Groesbeek

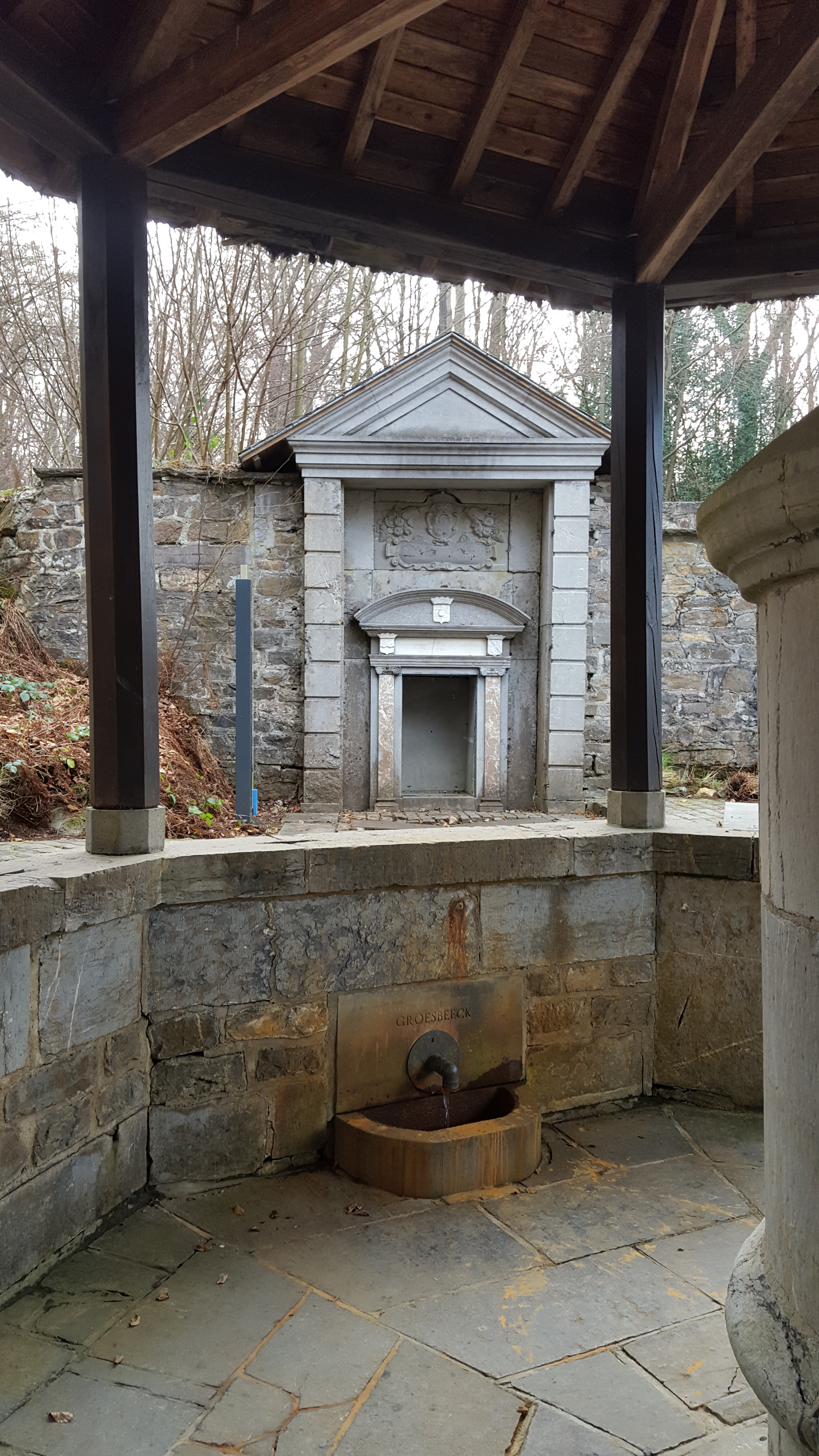
La source Groesbeek.

La source Groesbeek est une source de la commune et ville de Spa située en Ardenne belge.

## Situation
La source de Groesbeek se situe à proximité immédiate de la route nationale 62 Spa-Francorchamps appelée localement rue de la Sauvenière. Elle se trouve en dessous de l'aérodrome de Spa-La Sauvenière et de la fagne de Malchamps. La source de la Sauvenière jaillit à quelques mètres de celle de Groesbeek.

## Histoire
En 1651, le baron Paul Jean de Groesbeek, archidiacre du Condroz fait construire une petite structure pour protéger la source qui prend son nom. À cause d'un tremblement de terre en 1692, la source de la Sauvenière était presque tarie au profit de la source Groesbeek mais elle est récupérée après quelques travaux.
En 1776, ce monument est restauré à l’initiative du marquis Alix-Louis Maréchal de Croix. Cette restauration est réalisée par l’artiste peintre allemand Mauritius-Heinrich Löder. En 1963, l’office du Tourisme de Spa remplace le chapiteau qui s'était effondré. Le monument est de nouveau restauré en 1964 et de nouvelles moulures sont sculptées par M. Lejuste de Spa